# Maria Dolors Miró Juncosa
Maria Dolors Miró Juncosa, única filla del pintor Joan Miró (1893-1983) i de la seva esposa Pilar Juncosa Iglesias (1904-1995).
Maria Dolors va néixer a Palma el 17 de juliol de 1930 i era l'única descendent directa de l'artista.
Va morir a Palma el 26 de desembre de 2004, a causa d'un infart, sofert després d'una operació programada de maluc; i va ser incinerada en el tanatori de Bon Sosec a Palma, dipositant-se les seves cendres prop dels seus pares.
Va ser la presidenta d'honor i vocal nat dels patronats de les fundacions Joan Miró de Barcelona, i Pilar i Joan Miró a Mallorca. Aquests centres s'encarregaven de la difusió i estudi de l'obra del pintor Joan Miró, el primer des de mitjan dècada dels setanta, mentre que el segon va iniciar la seva comesa en la dècada dels noranta, del segle XX; convertint-se també en llocs per a l'experimentació i mostra de l'art contemporani a Europa.
El mecenatge, compromís i solidaritat progressista, de Joan Miró ho va continuar la seva hereva, Maria Dolors, la qual es va convertir en una mecenes de les arts.
Dolors Miró Juncosa va passar part de la seva infància a París, ja que pel conflicte bèl·lic del 36, la família Miró es va refugiar el 1937 a París; però en produir-se la invasió nazi de França la família Miró es va traslladar al món rural francès.
Al voltant dels anys cinquanta la família torna a Mallorca, on va morir el marit de Dolors, i una mica més tard, el gener de 1991, el primer dels seus quatre fills, David Fernández Miró, poeta, traductor, editor musical.